# Abraham de Cyrrhus
Abraham de Cyrrhus ou Abraham d'Afka (en grec : Αβραάμης ; en arabe : Ibrahim al-Qureshi), né vers 350 et décédé en 422, est un prêtre syrien, disciple de saint Maron. Il est fêté le 14 février.

## Histoire
Cyrrhus est une ville antique située près de l'actuel Nabi Houri, à 70 kilomètres au Nord-Est d'Alep. À partir de cette ville, les disciples de Saint Maron se sont propagés à travers la région. L’un d’eux, le moine Abraham (ou Ibrahim) originaire de Cyrrhus, a travaillé entre 410 et 420 pour la conversion des Phéniciens de Jebbet Bsharre et de Jebbet Mnaytrah au christianisme.
Il aurait alors fondé une communauté d’ermites dans l’arrière-pays de Byblos près d’Afka où prend sa source le fleuve d'Adonis (qui sera plus tard appelé Nahr Ibrahim en sa mémoire). Plus tard, il sera appelé « l’apôtre du Liban » lorsqu´il entreprit la conversion de la montagne et du littoral libanais au christianisme.